# Énosis

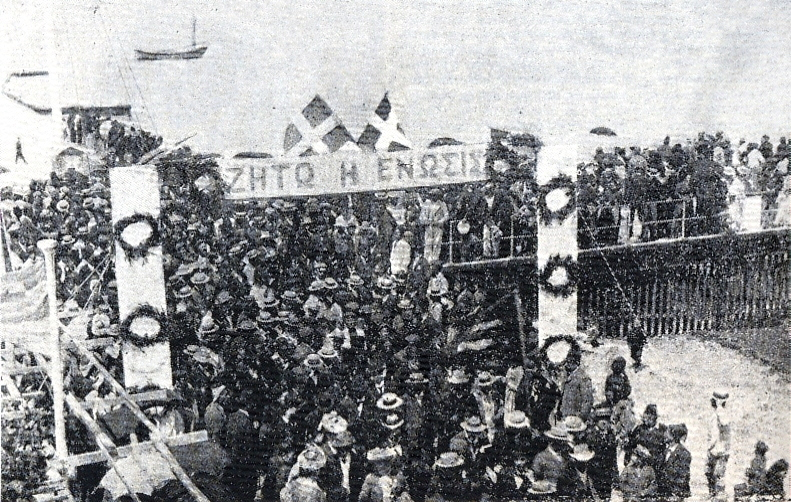
Une manifestation à Chypre dans les années 1930, en faveur de l'Énosis.

Le mot Énosis (en katharévousa : ἔνωσις, équivalant au grec démotique ένωση / énosi) signifie « union » en grec. Il fait maintenant surtout référence à l'unification de Chypre à la Grèce qui était devenue un but de la politique grecque des affaires étrangères durant la colonisation anglaise de Chypre (1878-1960). Mais l'Énosis avait d'abord été le but de la Grande Idée : c'est-à-dire unir à la Grèce toutes les îles et régions où les Grecs étaient majoritaires (la Crète, l'Ionie, la Thrace orientale, etc.).

## Cas de Chypre
En 1864, le gouvernement britannique avait prévu de céder les îles Ioniennes, qu'il administrait depuis cinquante ans, au royaume de Grèce. Cela fut accompli et vécu par les partisans de l'Énosis comme un précédent favorable à la cession d'autres territoires helléniques à la Grèce après une période d'administration britannique, ce qui concrètement concernait l'île de Chypre.
Le mouvement gagne du terrain dans les années 1930 à 1950, jusqu'à provoquer une révolte en 1931. En 1946 il obtient gain de cause dans le Dodécanèse, jusque-là possession italienne. Concernant Chypre, en 1954, à l'instigation du leader politique et archevêque Makarios III, la Grèce soulève la question aux Nations unies, en prônant un référendum chypriote, dont le résultat s'annonçait largement favorable à l'Énosis, étant donné que la population grecque représentait alors 82 % des Chypriotes.
Mais l'Empire britannique refuse le référendum, et en 1955, se forme le mouvement controversé EOKA, qui a pour but d'arriver à l'Énosis par des actions de guérilla. Cela irrite la Turquie, déjà mécontente du statut des minorités turques dans le Dodécanèse et en Grèce continentale : des négociations tendues entre le royaume de Grèce, la Turquie et le Royaume-Uni aboutissent finalement à l'indépendance de l'île en 1960 avec la signature du traité de garantie entre les différentes parties. Il fait suite aux accords gréco-turcs de Zurich de Londres des 11 et 19 février 1959, signés par les trois nations, Mgr Makarios représentant les Chypriotes grecs et le Dr Fazıl Küçük les Chypriotes turcs. Sur la base de ces accords, Chypre accède à l'indépendance et la Grande-Bretagne peut conserver sous sa souveraineté deux importantes bases militaires sur le territoire chypriote Le nouveau président chypriote Makarios, ancien fervent défenseur de la cause de l'Énosis, comprend qu'il faut composer avec la géopolitique et adopte une politique étrangère plus neutre. La constitution chypriote prévoit une présidence grecque (Makarios) et une vice-présidence turque.
Durant la campagne présidentielle précédant les élections de 1968, Makarios présente l'Énosis comme certes souhaitable, mais milite pour l'indépendance qui elle, est certes possible. Cela en fait un ennemi à abattre pour les radicaux pro-Énosis fondateurs du EOKA-B, qui participent alors à un coup d'État contre lui en 1974, appuyés par le gouvernement militaire grec, appelé « dictature des colonels ». Ce coup d'État échoue et provoque l'invasion de Chypre par les Forces armées turques, officiellement pour protéger la communauté chypriote turque présente sur l'île. En Grèce, cela contribue à la chute de la dictature des colonels, mais à Chypre, cela inaugure la partition de l'île et une colonisation turque dans la partie occupée, qui représente près de 38 % de la superficie du pays alors que la communauté turque ne représentait que 18 % de la population en 1974.